# ユカイツーカイ怪物くん
「ユカイツーカイ怪物くん」（ユカイツーカイかいぶつくん）は、声優の野沢雅子が、自身の主演するテレビアニメ『怪物くん』（1980年版）の主題歌として歌唱した楽曲及びシングル。後に嵐の大野智が、自身の主演するテレビドラマ版『怪物くん』の挿入歌としてカバーした。本稿では両方について解説する。

## 野沢雅子によるオリジナル
1980年9月1日にシングルレコードとして発売（日本コロムビア SCS-563）。同年12月に同内容のピクチャー盤シングルレコードが発売された（日本コロムビア CH-213）。
同年12月発売のコンピレーション・アルバム『テレビまんが歌とおはなしデラックス』（日本コロムビア CZ-7094）をはじめ、2005年にリリースされた『怪物くん』の楽曲集であるアルバム『怪物くん 全曲集』などに収録されている。

### 野沢雅子版シングル収録曲
1. ユカイツーカイ怪物くん
歌：怪物くん（野沢雅子）
作詞：藤子不二雄[1]、作曲：小林亜星、編曲：筒井広志
  - テレビアニメ『怪物くん』オープニングテーマ
2. おれたちゃ怪物三人組よ
歌：オオカミ男、ドラキュラ、フランケン（神山卓三、肝付兼太、相模太郎）
作詞：藤子不二雄[1]、作曲：小林亜星、編曲：筒井広志
  - テレビアニメ『怪物くん』エンディングテーマ

## カバー
ユカイツーカイ怪物くん
- コロムビア・マーチ・オーケストラ（行進曲に編曲（編曲：久石譲）。1981年発売のシングル「並足行進曲 ユカイツーカイ怪物くん/怪物くんマーチ」日本コロムビア EK-713に収録）
- ジ・アニメルズ - 1983年発売のシングル『アニメドレー 臨時増刊号』にて、メドレー曲「ときめきアニメ コレクション1983」の1曲としてカバー。
- 安楽岡由美子（2008年発売『決定盤!!「よいこの(TV)アニメ」ベスト 1.05』収録）
- 怪物くん（怪物太郎）（演：大野智）（後述）

おれたちゃ怪物三人組よ
- オオカミ男、ドラキュラ、フランケン（上島竜兵、八嶋智人、チェ・ホンマン）『映画 怪物くん』挿入歌 ※2番のみ

## 大野智によるカバー

### 大野智版概要
テレビドラマ『怪物くん』の挿入歌が収録されていて、怪物くん役の大野智が歌っている。怪物くん（怪物太郎）名義で発売された。なお、大野がキャラクターソングを唄うのは矢野健太名義で唄った「曇りのち、快晴」以来。
オリジナルに対し、一部の歌詞が変更されている。発売日は大野が所属する嵐の31枚目のシングル『To be free』と同日発売となるため、大野は同日に2枚のシングルを発売するということになった。
嵐のメンバーとしては初となるソロでのシングルとなる（過去に大野は「曇りのち、快晴」をソロとして出しているが、これは嵐の「Believe」との両A面での発売となっている）。
CDジャケットには、水晶玉に映る怪物くん、ドラキュラ、オオカミ男、フランケンが描かれている（原作の藤子不二雄Ⓐランド版単行本4巻の表紙と同じもの）。この曲にあわせて踊る「カイカイ体操」も作られ、2010年6月26日に特別編として『もう帰って来たよ!!怪物くん全て新作SP』で披露された。
『第61回NHK紅白歌合戦』内にて行われた「キャラクター紅白歌合戦」（いわゆる「キャラ紅白」）で、「ゲゲゲの鬼太郎」「Alright! ハートキャッチプリキュア!」などと共に、本作も披露された。
2010年7月19日付のオリコン週間シングルチャートでは「To be free」に続き2位にランクイン。同チャートにおいて、同一人物のグループとソロでの1・2位独占は約10年ぶりとなる。

### 大野智版シングル収録曲
1. ユカイツーカイ怪物くん [2:01]
作詞：藤子不二雄Ⓐ 作曲：小林亜星 編曲：ha-j
  - 大野智主演 日本テレビ系ドラマ『怪物くん』挿入歌
2. ユカイツーカイ怪物くん（オリジナル・カラオケ）

## 他作品での使用
2018年放送のトヨタ自動車「T-UP」のCM「かいとりくん篇」で、「ユカイツーカイ怪物くん」の替え歌が使用された。歌は大槻ケンヂ。

## アニメ版出だしの台詞
アニメ版『怪物くん』は冒頭に、ドラキュラ（肝付兼太）の「さあ、はじまるざますよ」から始まる三怪物＋怪物くんの台詞の後に『ユカイツーカイ怪物くん』が始まる。ドラマ版においても第3話本編中で、ドラキュラ（八嶋智人）たちによる件の台詞の後に、挿入歌としての『ユカイツーカイ怪物くん』が始まり、アニメ版オープニングを再現した。また、アニメ作品などでこの台詞のパロディが存在する。
- ドラマ版第3話の運動会のシーンで、この台詞を再現した後に『ユカイツーカイ怪物くん』が流れた（前述）。
- 特別編で公開された「カイカイ体操」の出だしにこの台詞が入れられた。
- 2007年に放映されたテレビアニメ『らき☆すた』のオープニングの冒頭がこの台詞のパロディで、第14話まで使われた。
- 2009年に放映された『生徒会の一存』の第1話でこの台詞のパロディが使われた。『怪物くん』のほかに前述の『らき☆すた』で使われた「まともに始めなさいよ!」が続き、「二重の意味でやばくないですか」で締めくくられた。